# 引退競走馬杯
引退競走馬杯・RRC（Retired Racehorse Cup）（いんたいきょうそうばはい）は、全国乗馬倶楽部振興協会が、日本中央競馬会などで競走馬として供用されたサラブレッドが、競走馬を引退後、乗用馬（乗馬）として活動するサラブレッドのために実施する乗馬の競技大会である。

## 概要
引退した競走馬が、乗馬や馬場馬術などで活躍する場を提供するとともに、セカンドキャリア形成や人材育成などのリトレーニング技術向上や、乗馬・馬術のファンを拡大することを目的として2018年度から開催している。
この競技大会では、元競走馬が一定の条件を満たして乗用馬となった馬を対象として、障害馬術、馬場馬術、総合馬術の3つの競技を行う。年間複数回にわたり予選大会を実施し、年末に馬事公苑で成績上位馬（障害馬術30頭、馬場馬術14頭、並びに総合馬術のSS賞受賞馬）を対象にした、年間グランドチャンピオンを決定するファイナルコンテストが行われる。

## 出場できる馬
公益財団法人・ジャパン・スタッドブック・インターナショナルに血統登録されたサラブレッドで、日本中央競馬会、地方競馬全国協会加盟各地方競馬場の競走馬として最後に出走した引退レースが、当該年度の3年前の1月1日を起点として、それ以後に出走した経験を持つ馬齢（満年齢）3歳以上（未出走は7歳以下までの年齢上限あり）とし、馬のウェルフェア（FEI馬のスポーツ憲章）に対する配慮を施し、競走馬としての引退後から本大会に出場するまで、馬体のケアやリトレーニングのための適正な期間を設けるなどしている。
出場は原則として1頭につきそれぞれ各大会1種目のみとし、複数種目への出場をすることはできない。また障害・馬場馬術は同じ年に上位2位までに入賞した馬についてはその後の他の複数の大会の同じ種目には出場できない（ただし別の種目へのエントリーは認める）。
また2022年度から、馬場馬術での新馬育成の目的で、鞭の使用は任意、水勒のみ使用を認めるが、それ以外の矯正道具の使用は一切認めない。また総合馬術では、インスペクションを導入し、よりよい状態で競技への参加をできるように促す。